# Johann Wilhelm Ludwig Gleim

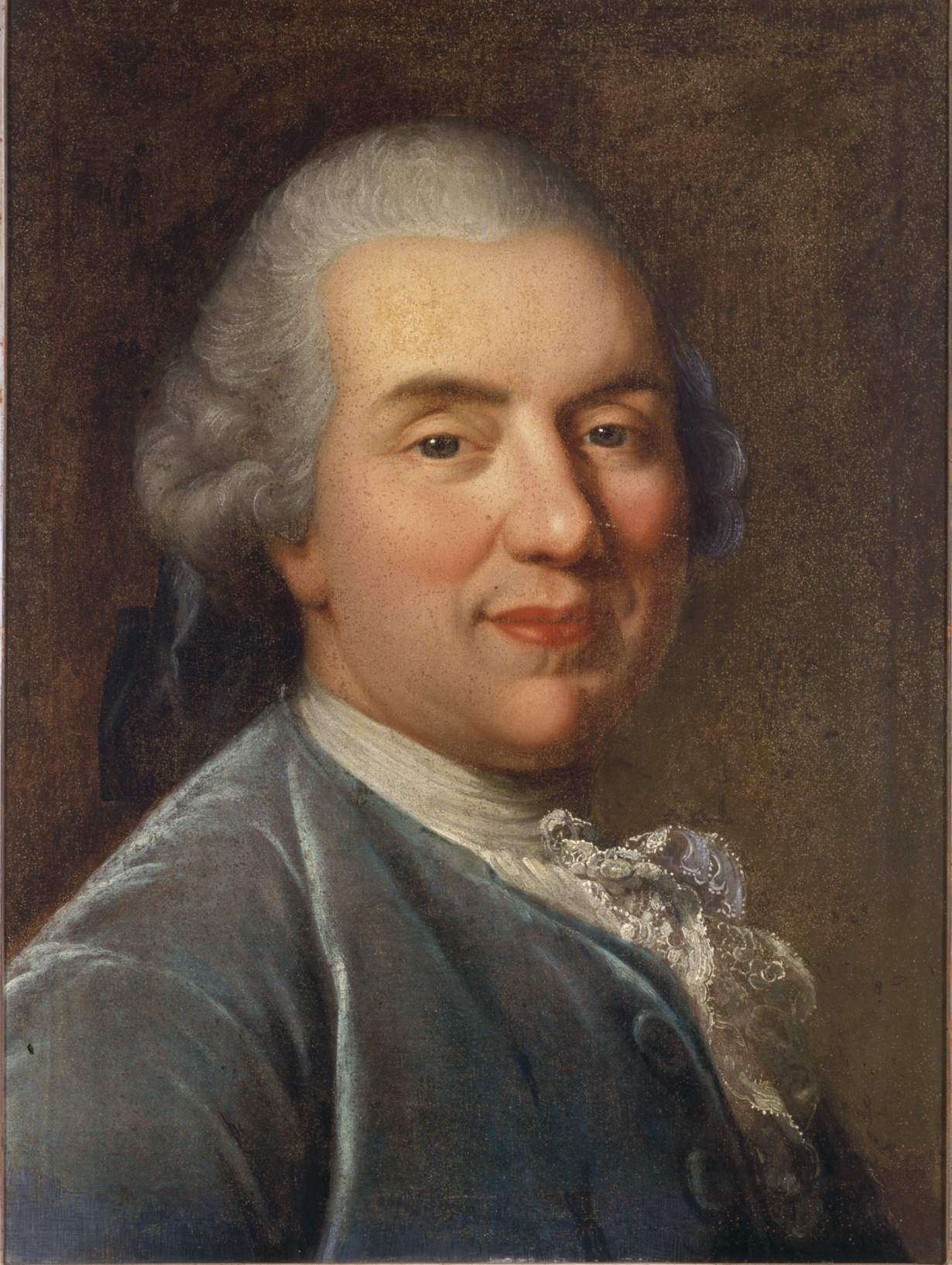
Porträt Johann Wilhelm Ludwig Gleim von Tischbein, 1771.
Gleims Unterschrift:

Johann Wilhelm Ludwig Gleim (* 2. April 1719 in Ermsleben; † 18. Februar 1803 in Halberstadt) war ein Dichter, Literaturmäzen und Sammler der deutschen Aufklärung und Exponent der Freundschaftskultur der Aufklärung. Als Anakreontiker „deutscher Anakreon“ genannt, nannte man ihn als patriotischen Dichter gemäß der Verfasserfiktion seiner Kriegslyrik „preußischer Grenadier“. Als Literaturförderer und Patriarch der deutschen Literatur am Ende des 18. Jahrhunderts war er auch unter dem Namen „Vater Gleim“ bekannt.

## Biografie

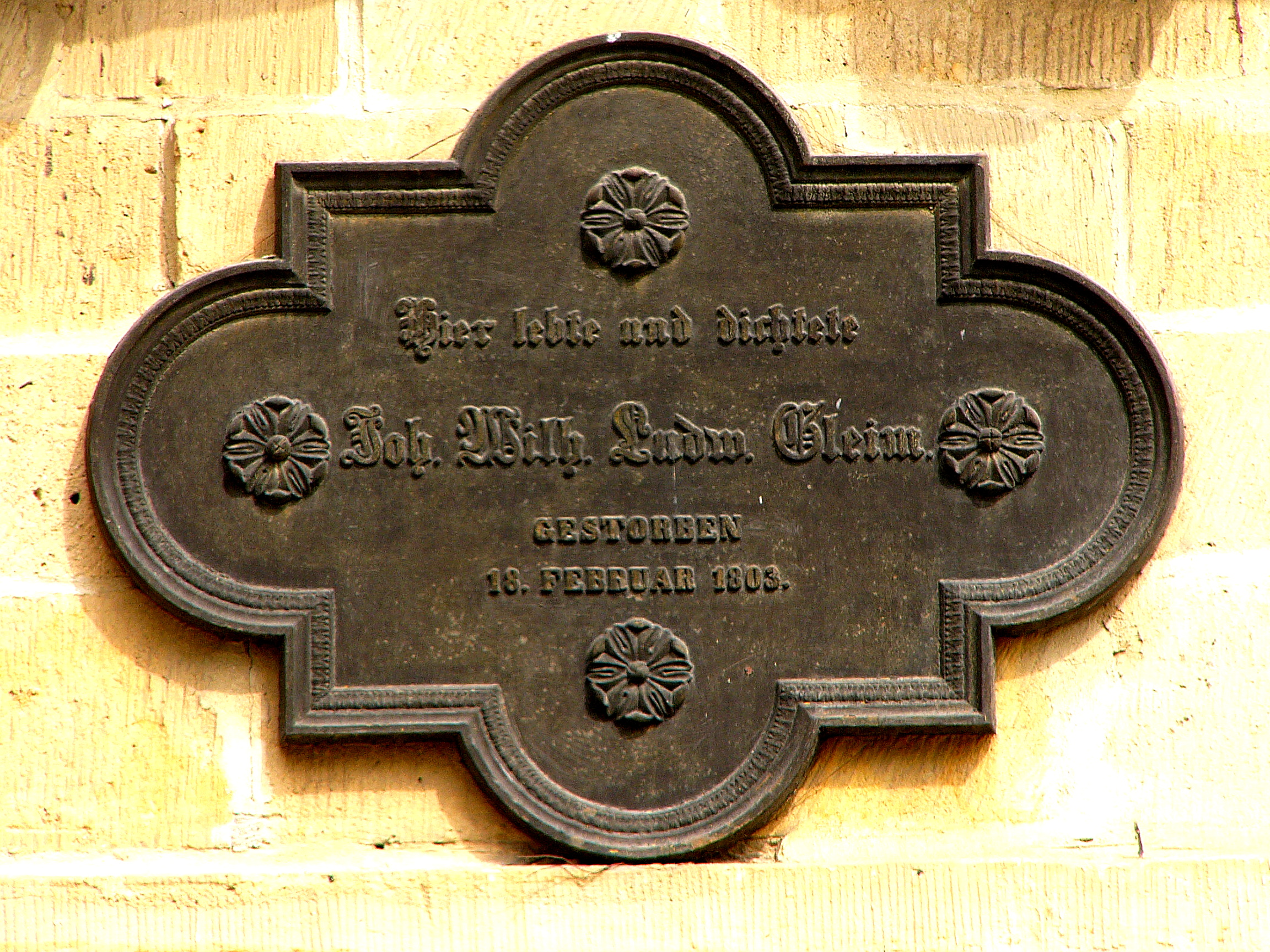
Gedenktafel am Gleimhaus in Halberstadt

Gleim war das achte von zwölf Kindern eines aus der Altmark stammenden Steuereinnehmers und dessen Frau, einer Pfarrerstochter aus Wermelskirchen im Bergischen Land. Er wuchs in Ermsleben auf, erhielt eine Schulausbildung am Gymnasium in Wernigerode und verlor früh beide Eltern. Nach dem Studium der Rechtswissenschaft in Halle (1738–1741) und einem längeren Aufenthalt bei Verwandten ging er 1743 nach Potsdam und später nach Berlin, wo er Hauslehrer wurde. 1743/44 wurde er Sekretär des Markgrafen Friedrich Wilhelm von Brandenburg-Schwedt und begleitete diesen in den 2. Schlesischen Krieg. Nach dem Tod seines Dienstherrn war Gleim kurzzeitig Sekretär des Fürsten Leopold von Anhalt-Dessau. Von dessen Grobheit abgestoßen, verließ er diesen Dienst bald wieder und hoffte auf eine Verbesserung seiner Lage.

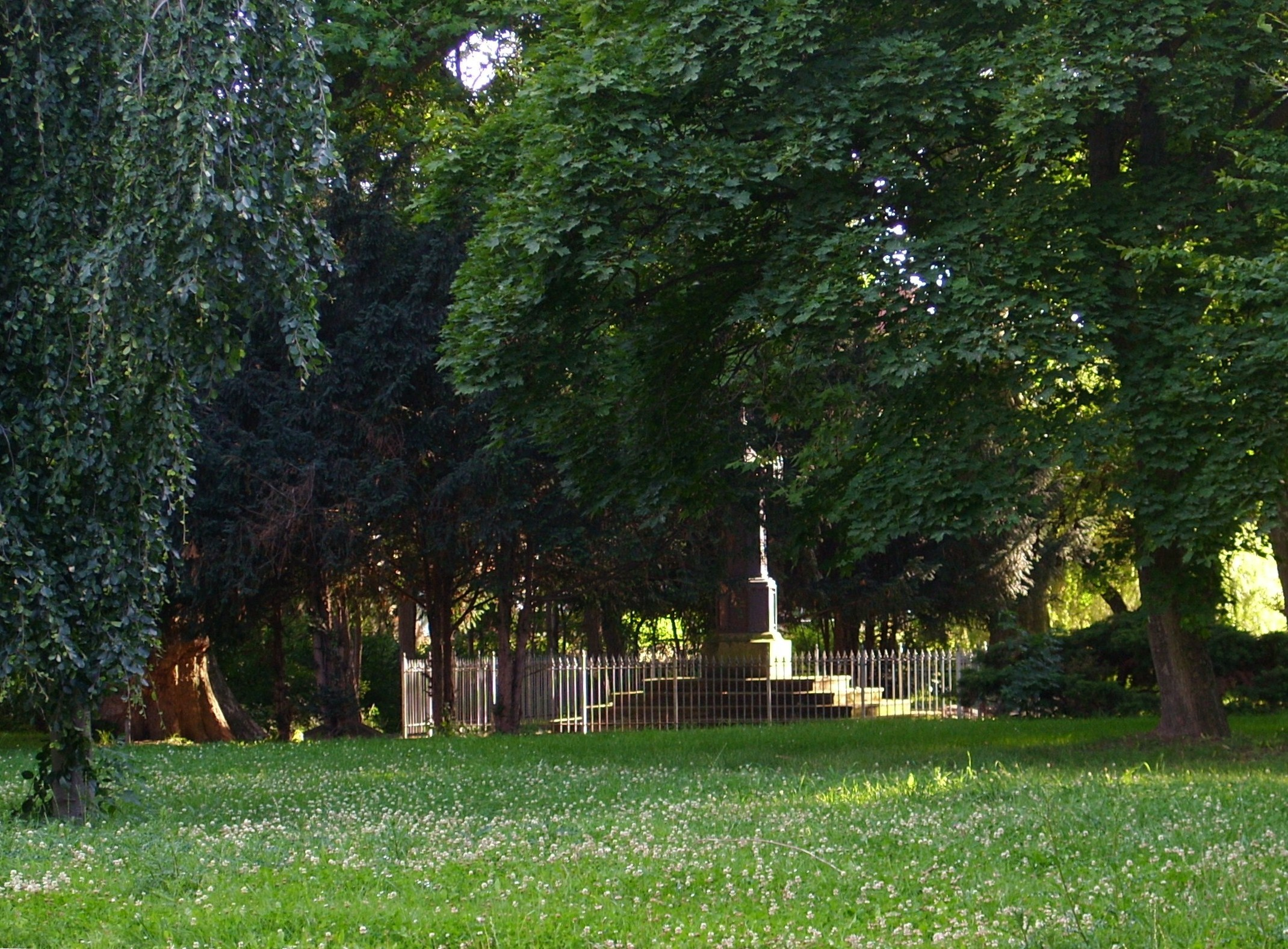
Grabmal Gleims an der Holtemme in Halberstadt

1747 wurde Gleim Domsekretär des Domstifts in Halberstadt. 1756 erwarb er sich zur weiteren finanziellen Absicherung ein Kanonikat des Stiftes Walbeck bei Halberstadt. Seine Tätigkeit am Dom übte er fünfzig Jahre lang aus und starb unverheiratet in Halberstadt, vollständig erblindet, als wohlhabender Bürger, bekannter Dichter, einflussreicher Sammler, Förderer und Vermittler. Gemäß seinem Wunsch wurde er in seinem Garten an der Holtemme beigesetzt.

## Werk
In seiner Studienzeit schloss Gleim dichterische Freundschaft mit Johann Peter Uz, Johann Nikolaus Götz und Paul Jacob Rudnik, mit denen er die so genannte „Zweite Hallesche Dichterschule“ bildete. Auf wesentliche Anregungen von den Halleschen Ästhetikern Alexander Gottlieb Baumgarten und Georg Friedrich Meier und unter Rückgriff auf die antiken Anakreonteen wurde versucht, einen leichten Ton in die deutsche Dichtung zu bringen. Gleims „Versuch in Scherzhaften Liedern“ (1744/1745) – reimlose Dichtung über den heiteren Lebensgenuss – nimmt hierbei eine herausragende Stellung ein. Der Lyrikband steht am Anfang der literarischen Mode der Anakreontik, die denn auch insbesondere von Gleim als dem ‚deutschen Anakreon‘ verkörpert wurde. 

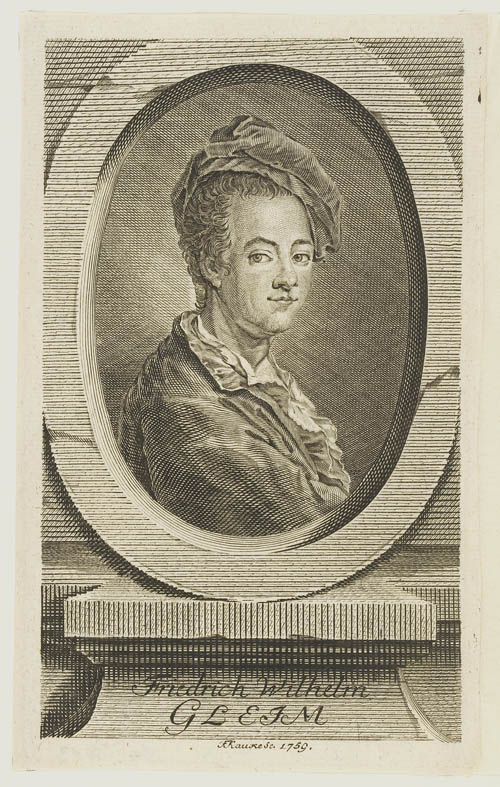
Porträtstich Gleims von Friedrich Johann Kauke nach Gottfried Hempel, 1759

Einen weiteren Höhepunkt an Popularität erlangte Gleim während des Siebenjährigen Krieges als Verfasser von Preußischen Kriegsliedern, die auf der Fiktion basierten, es berichte ein Grenadier vom Kriegsgeschehen. Vertont wurden diese Gedichte Gleims von dem Berliner Juristen und Musikliebhaber Christian Gottfried Krause, aber später auch von Telemann und Schubart. In Verwendung der englischen Chevy-Chase-Strophe fand Gleim einen eingängigen Ton. Für die zunächst nur handschriftlich in Briefen an Freunde mitgeteilten Gedichte besorgten Lessing und Ewald Christian von Kleist 1758 eine Buchausgabe. In dem lobenden Vorbericht nennt Lessing den Dichter „unsern neuen preußischen Barden“.
Anerkennung fand Gleim auch als Fabeldichter. Mit seinen veröffentlichten Briefen trug er dazu bei, einen neuen „natürlichen“ Briefstil zu entwickeln. Mit seinem gründlichen formgeschichtlichen Bewusstsein beschäftigte sich Gleim ferner mit den verschiedensten literarischen Gattungen und wirkte vielfach als Vorläufer und Vorbereiter. Zu nennen sind seine Romanzen, die Nachahmungen und Übertragungen der Minnesänger und die Lehrdichtung, die er zumeist im Privatdruck erscheinen ließ. Singulär in seinem Schaffen wie auch innerhalb der Literatur der Aufklärung steht seine große orientalisierende Spruchdichtung „Halladat oder Das rothe Buch“, die von der Lektüre des Koran angeregt war. Das 1774 erschienene Werk wurde zunächst insbesondere von den Intellektuellen wahrgenommen und geschätzt, wurde ins Dänische und Schwedische übersetzt und erlebte mehrere Auflagen.

## Rezeption

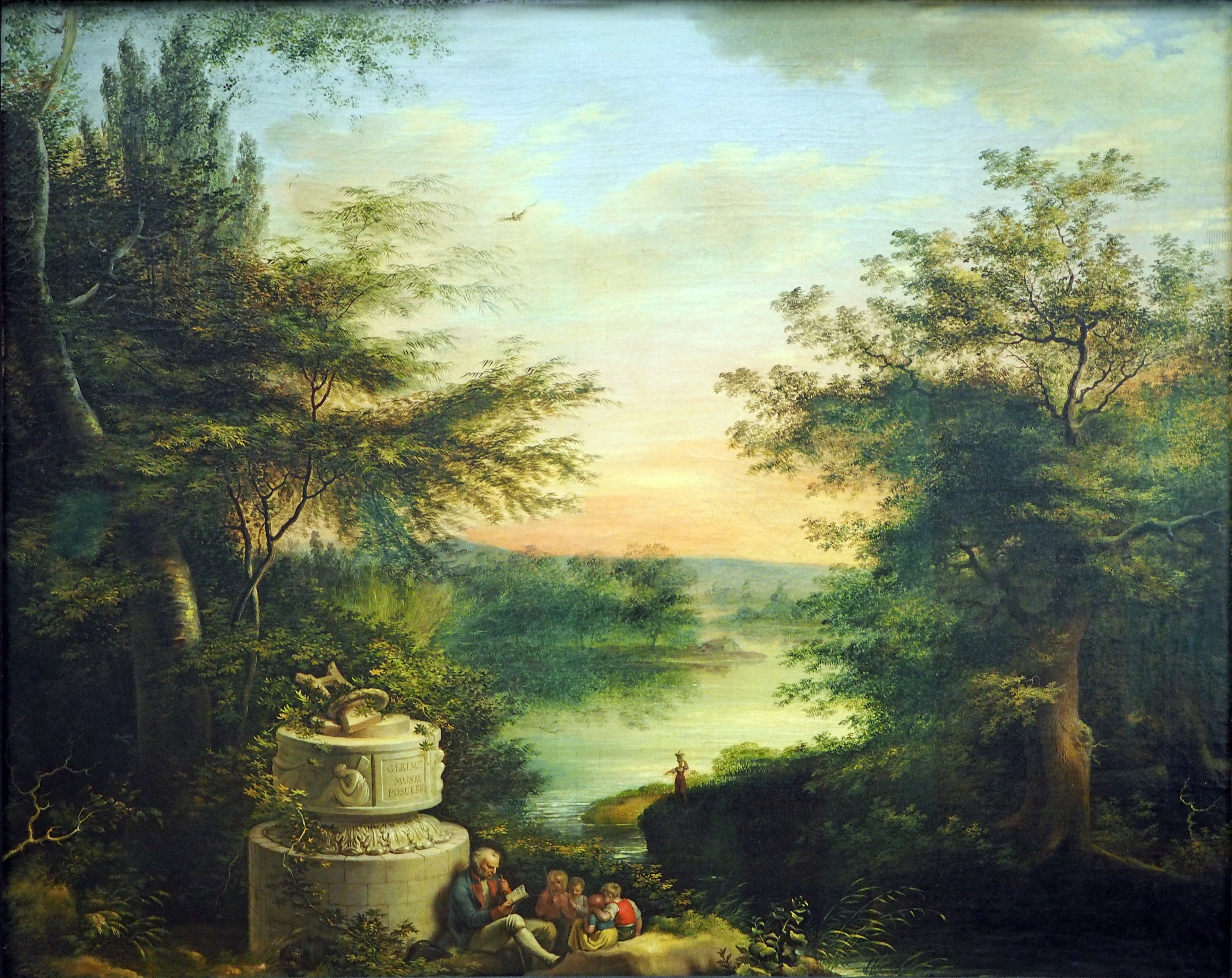
Das Denkmal Gleims, Gemälde von Johann Heinrich Ramberg

Mit seinen anakreontischen wie auch mit seinen patriotischen Dichtungen gelangen Gleim überwältigende literarische Erfolge. Er war einer der namhaftesten Autoren seiner Zeit, der auch in seinen späten Jahren aus der Almanach- und Anthologie-Literatur nicht hinwegzudenken ist und dessen Gedichte bis ins 19. Jh. Komponisten zu Vertonungen anregten (u. a. Carl Philipp Emanuel Bach, Johann Friedrich Reichardt, Georg Philipp Telemann, Johann Heinrich Rolle, Johann Nikolaus Forkel, Johann Adam Hiller, Joseph Haydn, Wolfgang Amadeus Mozart, Christian Friedrich Daniel Schubart).
Die anakreontischen Dichtungen Gleims verfielen wie die Anakreontik überhaupt später dem Verdikt der Gehaltlosigkeit, gesellschaftlichen Irrelevanz und Abgeschmacktheit, das sich bis heute stereotyp hält, obwohl seit dem späteren 20. Jahrhundert nachdrücklich deren ethischer Gehalt und sozialpsychologische Funktion dargelegt wurden. Die patriotischen Dichtungen wurden nach den Erfahrungen des Nationalsozialismus und des Zweiten Weltkriegs als martialisch und chauvinistisch abgelehnt und nur vereinzelt ihrer literarischen Qualität nach gewürdigt.
Auch Gleims Leistungen in anderen literarischen Gattungen erfuhren in der Literaturgeschichte meist eine negative Bewertung, da man seine Werke „immer wieder rückwirkend aus der Kenntnis derjenigen Dichtungen des späteren 18. Jahrhunderts beurteilt, die heute ohne Zweifel als die Höhepunkte der jeweiligen Gattungen gelten müssen.“
Zur Erinnerung an Gleim wurde der Gleim-Literaturpreis, ein deutscher Kulturpreis, der seit 1995 vom Förderkreis Gleimhaus vergeben wird, nach ihm benannt. Des Weiteren wurden nach ihm in Berlin der Gleimtunnel, das Gleimviertel sowie die Gleimstraße benannt.

## Mäzenatentum
Ein wesentliches Projekt Gleims und weiterer Dichter seiner Generation war in der Entwicklung der deutschen Literatur die Etablierung des Deutschen als Literatursprache (der Ignoranz Friedrichs II. von Preußen zum Trotz, den Gleim ansonsten enthusiastisch verehrte). Mit diesen Bestrebungen ging im Falle Gleims ein ausgreifendes Mäzenatentum einher. Er beeinflusste zahlreiche Dichterbiografien zum Teil maßgeblich, so etwa diejenigen von Johann Heinrich Voß, Johann Gottfried Seume, Jean Paul, Johann Benjamin Michaelis und Wilhelm Heinse.

## Freundschaftskultur

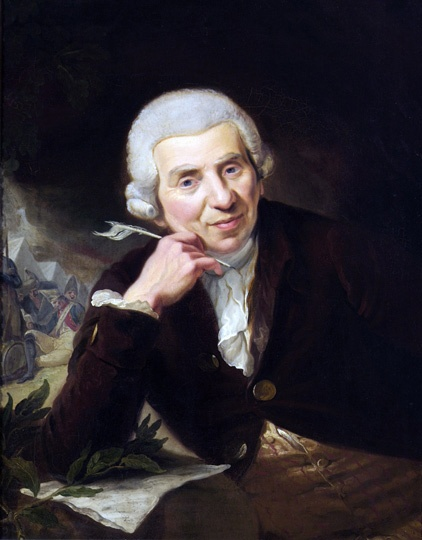
Johann Wilhelm Ludwig Gleim, Gemälde von Johann Heinrich Ramberg, 1789, Gleimhaus Halberstadt

Getragen von der sozial ausgerichteten und tugendhaften Freundschaftsidee des mittleren 18. Jahrhunderts versuchte Gleim stets gesellig-literarische Gruppenbildung zu fördern. In der Berliner Zeit stand er im engen persönlichen Kontakt mit u. a. Karl Wilhelm Ramler, Johann Joachim Spalding, Ewald von Kleist. Später in Halberstadt zog Gleim Intellektuelle und Dichter nach Halberstadt. So formierte sich zu Beginn der 1770er Jahre mit Johann Georg Jacobi, Wilhelm Heinse, Johann Benjamin Michaelis, Christoph August Tiedge, Klamer Eberhard Karl Schmidt, Leopold Friedrich Günther von Goeckingk der sogenannte „Halberstädter Dichterkreis“. Weiter stand Gleim in engem Kontakt etwa zu Gotthold Ephraim Lessing, Johann Gottfried Herder, Friedrich Gottlieb Klopstock, Christoph Martin Wieland, Anna Louisa Karsch, Johann Heinrich Voß u. a. Das Verhältnis zu Johann Wolfgang von Goethe und Friedrich Schiller war ambivalent. Dennoch ließ es sich Goethe nicht nehmen, 1805 das Grab Gleims in Halberstadt aufzusuchen.
Gleim war Mitglied der von 1785 bis 1810 bestehenden Literarischen Gesellschaft Halberstadt.

## Sammler
Gleim war ein akribischer Sammler der literarischen Kultur der Aufklärung. Nach seinem Umzug von Berlin nach Halberstadt ließ er die zurückgelassenen Freunde in lebensgroßen Brustbildern porträtieren. Durch die Jahrzehnte hindurch kamen Bildnisse weiterer Freunde hinzu. Gleim selbst sprach von seiner Galerie als von seinem "Tempel der Freundschaft und der Musen". Später weitete er die Konzeption auf verdiente Persönlichkeiten der Zeit aus. So wuchs die Sammlung auf rund 150
Bildnisse und damit zur größten Porträtgalerie der deutschen Aufklärung an.
Zu der Sammlung seiner Korrespondenzen mit über 500 Persönlichkeiten zumeist der deutschen Literaten- und Gelehrtenwelt fügte Gleim ab den 1770er Jahren Nachlässe bzw. Vorlässe befreundeter Dichter hinzu und legte somit das erste Literaturarchiv in Deutschland an. Daneben baute er eine respektable Bibliothek auf, deren besonderen Schatz die große Anzahl von Widmungsexemplaren befreundeter Autoren darstellt.

## Nachlass und Museum

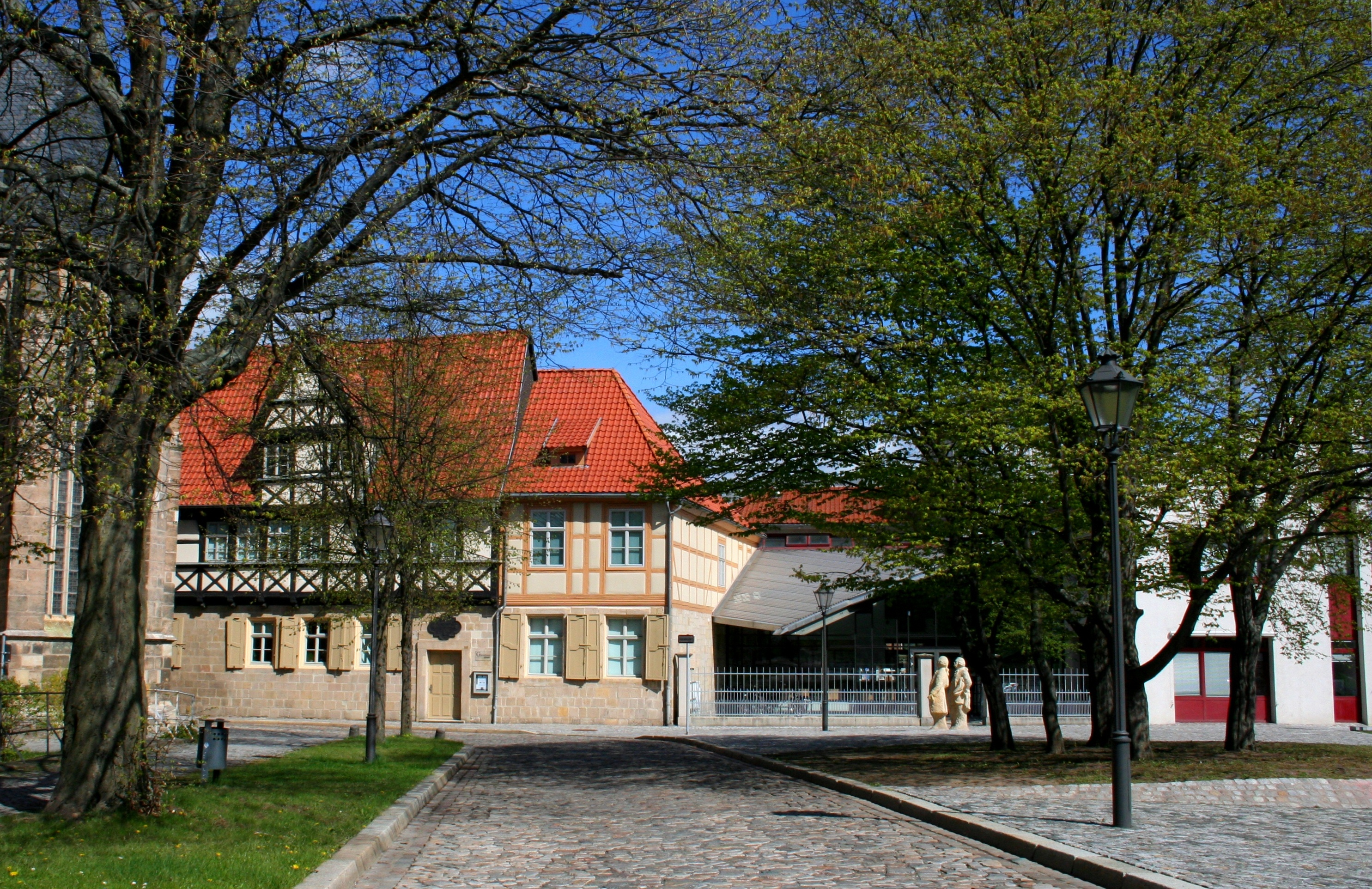
Gleimhaus in Halberstadt

Gleims Sammlungen sind im Gleimhaus, das 1862 als viertes Dichtermuseum in Deutschland in seinem einstigen Wohnhaus am Halberstädter Dom eröffnet wurde, weitgehend erhalten. Die Institution versteht sich als „Museum der deutschen Aufklärung“.

## Werke (Auswahl)
- Versuch in Scherzhaften Liedern, 2. Tle, Bln. 1744-1745
- Freundschaftliche Briefe [hrsg. zus. mit S. G. Lange], Bln. 1746
- Romanzen, Bln. 1756; Fabeln. 2. Bde. Bln 1756-1757
- Preußische Kriegslieder in den Feldzügen 1756 und 1757 von einem Grenadier. Mit Melodien, Bln. [1758] [Vorrede von G. E. Lessing]
- Lieder, Fabeln und Romanzen, Lpz. 1758
- Lieder nach dem Anakreon, von dem Verfasser des Versuchs in Scherzhaften Liedern, Bln., Braunschweig 1766
- Neue Lieder. Von dem Verfasser der Lieder nach dem Anakreon. Bln. 1767
- Briefe von den Herren Gleim und Jacobi, Bln. 1768
- Sinngedichte. Als Manuscript für Freunde, Bln. 1769
- Oden nach dem Horatz, Bln. 1769
- Lieder für das Volk, Halberstadt, 1771
- Gedichte nach den Minnesingern [...], Berlin 1773
- Halladat oder Das rothe Buch. Hamburg 1774;
- Epoden. 1785 Digitalisat
- Fabeln, Bln. 1786
- Das Hüttchen. Halberstadt 1794

## Ausgaben
- J.W. L. Gleim’s sämmtliche Werke. Erste Originalausgabe [...] hrsg. von W. Körte, 8 Bde. Halberstadt 1811-1813 u. 1841.
- Preußische Kriegslieder, neu hrsg. von A. Sauer, in: Deutsche Literatur-Denkmale IV, o. O. 1884.
- Briefwechsel zwischen Gleim und Heinse, hrsg. von C. Schüddekopf, 2 Bde. Weimar 1894-1896.
- Briefwechsel zwischen Gleim und Uz, hrsg. von C. Schüddekopf, Tübingen 1899 (Bibliothek des litterarischen Vereins in Stuttgart; 218).
- Briefwechsel zwischen Gleim und Ramler, 2 Bde. [Bd. 3 nicht ersch.], Tübingen 1906-1907 (Bibliothek des litterarischen Vereins in Stuttgart; 242; 244).
- Versuch in Scherzhaften Liedern, hrsg. von A. Anger, Stg. 1964.
- „Mein Bruder in Apoll“. Briefwechsel zwischen Anna Louisa Karsch und Johann Wilhelm Ludwig Gleim. Hrsg. von Regina Nörtemann und Ute Pott, 2 Bde., Göttingen 1996.
- Johann Wilhelm Ludwig Gleim: Ausgewählte Werke. Hg. v. Walter Hettche, Göttingen 2003 (Schriften des Gleimhauses 1).